# Ахметай, Арбен
Арбен Ахметай (алб. Arben Ahmetaj; род. 28 июня 1969 года, Гирокастра) — албанский политик, с 18 сентября 2021 года занимающий пост заместителя премьер-министра Албании. С 2013 года он последовательно занимал несколько министерских постов, возглавляя министерство экономического развития и министерства финансов, а также будучи назначенным государственным министром по восстановлению после разрушительного землетрясения 2019 года, произошедшего в центральной части страны.

## Биография и политическая карьера
Арбен Ахметай родился в Гирокастре 28 июня 1969 года. Он изучал английский язык в Тиранском университете по специальности «Американская и английская литература». С 1995 по 1997 год он учился в магистратуре в Кентуккийском университете на специальности «Международная торговля и дипломатия», кроме того, Ахметай защитил докторскую диссертацию в Бухарестском университете по теме «Энергетическая безопасность, международная безопасность». Он успешно получил стипендию для обучения в Школе дипломатической службы Эдмунда Уолша, входящей в структуру Джорджтаунского университета (Вашингтон, округ Колумбия), а также был участником программы Хокалис в Гарвардском университете. Арбен Ахметай работал внештатным лектором в Тиранском университете. В 1998—1999 годах он занимал должность председателя Главного налогового управления Албании. В 2003—2004 годах он занимал должность заместителя министра в Министерстве энергетики и промышленности, а в 2004—2005 годах — заместителя министра в Министерстве европейской интеграции.